# Kat Trap
Kat Trap, sottotitolato Planet of the Cat-Men solo sulle copertine, è un videogioco sparatutto con protagonista un piccolo robot, pubblicato nel 1987 per Amstrad CPC, Commodore 64 e ZX Spectrum dalla Streetwise, un marchio dell'editrice britannica Domark Software. 

## Trama
La Terra è stata devastata da esplosioni solari e abbandonata dai sopravvissuti, fuggiti nello spazio. Duecento anni dopo, nel XXIV secolo, l'umanità torna sulla Terra ma la trova invasa da una specie aliena di uomini-gatto. Per sconfiggerli vengono inviati in missione due robot, MT-ED (Multi Terrain Exploration Droid, tozzo e bipede) e Hercules 1, con l'obiettivo di distruggere il computer centrale degli uomini-gatto. Tuttavia Hercules viene catturato e MT-ED dovrà anche liberarlo. Partendo da uno spazioporto MT-ED deve attraversare città in rovina, foreste e altri ambienti, sabotare il computer e quindi fare il percorso inverso per tornare allo spazioporto. Oltre agli uomini-gatto i nemici includono varie creature mutanti generate dal cataclisma.

## Modalità di gioco
Il giocatore controlla MT-ED attraverso 14 livelli con visuale di lato e avanzamento in orizzontale, da percorrere verso destra all'andata e verso sinistra al ritorno. Ogni livello è composto da molte schermate e si passa dall'una all'altra di scatto quando si raggiunge il bordo.
MT-ED cammina in orizzontale sul terreno piatto, con presenza occasionale di ostacoli da scavalcare. Può saltare, abbassarsi, sparare a destra o sinistra con l'arma attualmente selezionata e lanciare granate. I diversi tipi di nemici, che variano da livello a livello, possono richiedere l'uso di armi specifiche per poter essere distrutti. Inizialmente si dispone solo di un laser, inefficace contro le creature che si incontrano più avanti. Le munizioni sono limitate, sebbene solo per le granate sia visibile la quantità. MT-ED ha una scorta di vite, che si perdono all'istante se colpiti dal nemico, e per ciascuna vita ha anche una barra di energia che si consuma col tempo.
Si incontrano power-up da raccogliere, come armi, vite, ricariche di granate e di energia.
Se si riesce a raggiungere il computer centrale, per sabotarlo va affrontato un minigioco che si svolge su una griglia, sulla quale bisogna lanciare degli impulsi per colpire delle scariche elettriche, con un limite di tempo.

## Sviluppo
Kat Trap venne realizzato inizialmente per Spectrum, in seguito a una competizione organizzata nel 1986 dalla rivista britannica Crash, l'editore Domark e lo sviluppatore Design Design. Chiunque poteva partecipare, inviando il proprio design per un nuovo videogioco di qualunque tipo. La migliore proposta sarebbe stata poi sviluppata dalla Design Design in collaborazione con il vincitore, premiato con una percentuale sui profitti, con un minimo garantito di 1000 sterline. Vinse Kat Trap ideato dall'adolescente Jonathan Eggelton; i produttori erano interessati anche a realizzare successivamente il secondo classificato, The Sewer di Martin Lee, ma il progetto non venne mai completato.